# João Padua
Pour les articles homonymes, voir Padua.
Joao Padua est un directeur de la photographie franco-brésilien.